# Rivasia
Rivasia is een geslacht van vliesvleugeligen uit de familie Pteromalidae. De wetenschappelijke naam van dit geslacht is voor het eerst geldig gepubliceerd in 2005 door Askew & Nieves-Aldrey.

## Soorten
Het geslacht Rivasia is monotypisch en omvat slechts de volgende soort:
- Rivasia fumariae Askew & Nieves-Aldrey, 2005